# Joe Roth
Joe Roth est un producteur et réalisateur américain, né le 13 juin 1948 à New York, New York (États-Unis).
Il cofonda Morgan Creek Productions en 1987 puis devint le PDG de 20th Century Fox (1989–1993), président de Caravan Pictures (1993–1994) puis de Walt Disney Motion Pictures Group (1994–2000) avant de fonder Revolution Studios en 2000.

## Biographie
Après avoir décroché un diplôme de journalisme, Joe Roth trouve son premier travail en tant qu'assistant de production dans une boite de pub à San Francisco. En 1976, il produit son premier film, Tunnel Vision (1976), avec Chevy Chase. En 1987, il créa une société de production, Morgan Creek Productions, qui produira des films comme Young Guns (1989).
En 1989, il est nommé président du département cinéma de la Fox, puis, en 1992, il est engagé par la Walt Disney Company pour produire des films sous le label Caravan Pictures dont il devient le président. Le studio a été créé en 1993 et a produit plusieurs films à la suite du contrat initial qui prévoyait 25 films devant être distribués par Buena Vista Distribution.
En 1994, il devient président du Walt Disney Motion Pictures Group à la suite de la démission de Jeffrey Katzenberg puis en avril 1996 pdg de Walt Disney Studios Entertainment.
Il est aussi l'un des propriétaires du Seattle Sounders FC, club de soccers de MLS, basé à Seattle.

## Filmographie

### comme producteur
- 1976 : Tunnel Vision (en)
- 1977 : Cracking Up
- 1978 : Our Winning Season
- 1979 : Americathon (en) de Neal Israel
- 1981 : Ladies and Gentlemen, the Fabulous Stains
- 1983 : The Final Terror
- 1984 : The Stone Boy
- 1984 : Le Palace en folie (Bachelor Party) de  Neal Israel
- 1985 : Moving Violations
- 1986 : Le Flic était presque parfait (Off Beat) de  Michael Dinner
- 1986 : Quand la rivière devient noire (Where the River Runs Black) de  Christopher Cain
- 1986 : Streets of Gold
- 1987 : Le Bras de fer (P.K. and the Kid) de  Lou Lombardo
- 1987 : Les Tronches 2
- 1988 : Young Guns
- 1988 : Faux-semblants (Dead Ringers)
- 1989 : L'amour est une grande aventure (Skin Deep)
- 1989 : Les Indians (Major League)
- 1989 : Flic et Rebelle (Renegades)
- 1989 : Ennemies, une histoire d'amour
- 1990 : Cabal (Nightbreed)
- 1990 : Young Guns 2
- 1990 : L'Exorciste: la suite (The Exorcist III)
- 1990 : Fenêtre sur Pacifique (Pacific Heights)
- 1993 : Les Trois Mousquetaires (The Three Musketeers)
- 1994 : Angie
- 1994 : Les anges frappent et courent (Angels in the Outfield)
- 1994 : A Low Down Dirty Shame
- 1995 : L'Invité (Houseguest) de Randall Miller
- 1995 : Jerky Boys, le film (The Jerky Boys: The Movie) de James Melkonian (en)
- 1995 : Les Poids lourds (Heavy Weights)
- 1995 : Les Légendes de l'Ouest (Tall Tale)
- 1995 : L'Amour à tout prix (While You Were Sleeping)
- 1996 : Le Poids du déshonneur
- 2003 : Les Larmes du soleil (Tears of the Sun) d'Antoine Fuqua
- 2003 : École paternelle (Daddy Day Care)
- 2003 : Hollywood Homicide
- 2003 : Le Sourire de Mona Lisa (Mona Lisa Smile)
- 2004 : The 76th Annual Academy Awards (TV)
- 2004 : Mémoire effacée (The Forgotten)
- 2005 : Une vie inachevée (An Unfinished Life)
- 2006 : Little Man
- 2008 : Hellboy 2 : Les Légions d'or maudites (Hellboy II: The Golden Army), de Guillermo Del Toro
- 2010 : Night and Day (Knight and Day), de James Mangold
- 2010 : Alice au Pays des Merveilles (Alice in Wonderland), de Tim Burton
- 2011 : Ten de Patrick Alessandrin
- 2012 : Blanche-Neige et le Chasseur (Snow White & the Huntsman), de Rupert Sanders
- 2012 : Anger Management (série TV)
- 2013 : Le Monde fantastique d'Oz de Sam Raimi
- 2014 : Maléfique (Maleficent) de Robert Stromberg
- 2014 : Sabotage de David Ayer
- 2015 : Au cœur de l'Océan (In the Heart of the Sea) de Ron Howard
- 2016 : Alice de l'autre côté du miroir de James Bobin
- 2016 : Le Chasseur et la Reine des Glaces (The Huntsman: Winter's War) de Cédric Nicolas-Troyan
- 2017 : xXx: Reactivated de D. J. Caruso
- 2018 : Jean-Christophe et Winnie (Christopher Robin) de Marc Forster
- 2019 : Maléfique : Le Pouvoir du Mal (Maleficent: Mistress of Evil) de Joachim Rønning
- 2019 : Le Voyage du Docteur Dolittle (Dolittle) de Stephen Gaghan
- 2021 : Billie Holiday, une affaire d'État (The United States vs. Billie Holiday) de Lee Daniels
- 2022 : Le Haut du panier (Hustle) de Jeremiah Zagar
- 2022 : Peter Pan et Wendy (Peter Pan & Wendy) de David Lowery
- 2022 : L'École du Bien et du Mal (The School for Good and Evil) de Paul Feig
- 2024 : La Demoiselle et le Dragon (Damsel) de Juan Carlos Fresnadillo
- 2024 : Jackpot de Paul Feig

### comme réalisateur
- 1986 : Streets of Gold
- 1987 : Les Tronches 2
- 1990 : Coupe de Ville
- 2001 : Couple de stars (America's Sweethearts)
- 2004 : Un Noël de folie ! (Christmas with the Kranks)
- 2006 : La Couleur du crime (Freedomland)

### comme acteur
- 1976 : Tunnel Vision (en) de Neal Israel et Bradley R. Swirnoff : Player-Announcer